# Юнацький (U-19) кубок Азії з футболу
Юнацький (U-19) кубок Азії з футболу (англ. The AFC U-19 Championship) — міжнародне футбольне змагання серед юнацьких національних футбольних збірних Азії. Чемпіонат Азії проводиться керуючим органом європейського футболу АФК і брати участь в ньому можуть чоловічі футбольні національні збірні всіх країн-членів АФК з гравців, віком не старше за 19 років.

## Історія
Перший чемпіонат Азії серед команд віком до 19 років пройшов у 1959 році. Перемогу здобула збірна Південної Кореї. З 1959 по 1978 рік турнір проводився щорічно, а починаючи з 1980 року став проводитися кожні два роки. З 1977 року турнір є також кваліфікаційним етапом до молодіжного чемпіонату світу.

## Результат
| Рік         | Господар            | Фінал                 | Фінал          | Фінал             | Матч за 3-тє місце                  | Матч за 3-тє місце                  | Матч за 3-тє місце                  |
| Рік         | Господар            | Чемпіон               | Рахунок        | Фіналіст          | 3-тє місце                          | Рахунок                             | 4-те місце                          |
| ----------- | ------------------- | --------------------- | -------------- | ----------------- | ----------------------------------- | ----------------------------------- | ----------------------------------- |
| 1959 Деталі | Малайська Федерація | Південна Корея        | 4              | Малайзія          | Японія                              | 4                                   | Гонконг                             |
| 1960 Деталі | Малайська Федерація | Південна Корея        | 4–0            | Малайзія          | Гонконг                             | 2–1                                 | Індонезія                           |
| 1961 Деталі | Таїланд             | М'янма Індонезія      | 0–0 2          |                   | Таїланд                             | 2–1                                 | Південна Корея                      |
| 1962 Деталі | Таїланд             | Таїланд               | 2–1            | Південна Корея    | Індонезія                           | 3–0                                 | Малайзія                            |
| 1963 Деталі | Малайська Федерація | Південна Корея М'янма | 2–2            |                   | Таїланд                             | 2–0                                 | Гонконг                             |
| 1964 Деталі | Південний В'єтнам   | М'янма Ізраїль        | 0–0 2          |                   | Південний В'єтнам                   | 2–0                                 | Індонезія                           |
| 1965 Деталі | Японія              | Ізраїль               | 5–0            | М'янма            | Малайзія                            | 4–1                                 | Гонконг                             |
| 1966 Деталі | Філіппіни           | Ізраїль М'янма        | 1–1 2          |                   | Республіка Китай Таїланд            | 0–03                                |                                     |
| 1967 Деталі | Таїланд             | Ізраїль               | 3–0            | Індонезія         | М'янма                              | 4–0                                 | Сінгапур                            |
| 1968 Деталі | Південна Корея      | М'янма                | 4–0            | Малайзія          | Південна Корея Ізраїль              | 0–03                                |                                     |
| 1969 Деталі | Таїланд             | М'янма Таїланд        | 2–2            |                   | Іран                                | 2–1                                 | Ізраїль                             |
| 1970 Деталі | Філіппіни           | М'янма                | 3–0            | Індонезія         | Південна Корея                      | 5–0                                 | Японія                              |
| 1971 Деталі | Японія              | Ізраїль               | 1–0            | Південна Корея    | М'янма                              | 2–0                                 | Японія                              |
| 1972 Деталі | Таїланд             | Ізраїль               | 1–0            | Південна Корея    | Іран                                | 3–0                                 | Таїланд                             |
| 1973 Деталі | Іран                | Іран                  | 2–0            | Японія            | Південна Корея                      | 3–0                                 | Саудівська Аравія                   |
| 1974 Деталі | Таїланд             | Індія Іран            | 2–2            |                   | Південна Корея                      | 2–1                                 | Таїланд                             |
| 1975 Деталі | Кувейт              | Ірак Іран             | 0–0 2          |                   | Кувейт Північна Корея               | 2–2 3                               |                                     |
| 1976 Деталі | Таїланд             | Іран Північна Корея   | 0–0 2          |                   | Південна Корея                      | 2–1                                 | Таїланд                             |
| 1977 Деталі | Іран                | Ірак                  | 4–3            | Іран              | Бахрейн                             | 3–1                                 | Японія                              |
| 1978 Деталі | Бангладеш           | Ірак Південна Корея   | 1–1 2          |                   | Північна Корея Кувейт               | 1–1 3                               |                                     |
| 1980 Деталі | Таїланд             | Південна Корея        | 4              | Катар             | Японія                              | 4                                   | Таїланд                             |
| 1982 Деталі | Таїланд             | Південна Корея        | 4              | КНР               | Ірак                                | 4                                   | ОАЕ                                 |
| 1985 Деталі | ОАЕ                 | КНР                   | 4              | Саудівська Аравія | ОАЕ                                 | 4                                   | Таїланд                             |
| 1986 Деталі | Саудівська Аравія   | Саудівська Аравія     | 2–0            | Бахрейн           | Північна Корея                      | 1–0                                 | Катар                               |
| 1988 Деталі | Катар               | Ірак                  | 1–1 (5–4) пен. | Сирія             | Катар                               | 2–0                                 | ОАЕ                                 |
| 1990 Деталі | Індонезія           | Південна Корея        | 0–0 (4–3) пен. | Північна Корея    | Сирія                               | 1–0                                 | Катар                               |
| 1992 Деталі | ОАЕ                 | Саудівська Аравія     | 2–0            | Південна Корея    | Японія                              | 3–0                                 | ОАЕ                                 |
| 1994 Деталі | Індонезія           | Сирія                 | 2–1            | Японія            | Таїланд                             | 1–1 (3–2) пен.                      | Ірак                                |
| 1996 Деталі | Південна Корея      | Південна Корея        | 3–0            | КНР               | ОАЕ                                 | 2–2 (4–3) пен.                      | Японія                              |
| 1998 Деталі | Таїланд             | Південна Корея        | 2–1            | Японія            | Саудівська Аравія                   | 3–1                                 | Казахстан                           |
| 2000 Деталі | Іран                | Ірак                  | 2–1            | Японія            | КНР                                 | 2–2                                 | Іран                                |
| 2002 Деталі | Катар               | Південна Корея        | 1–0            | Японія            | Саудівська Аравія                   | 4–0                                 | Узбекистан                          |
| 2004 Деталі | Малайзія            | Південна Корея        | 2–0            | КНР               | Японія                              | 1–1 (4–3) пен.                      | Сирія                               |
| 2006 Деталі | Індія               | Північна Корея        | 1–1 (5–3) пен. | Японія            | Південна Корея                      | 2–0                                 | Йорданія                            |
| Рік         | Господар            | Фінал                 | Фінал          | Фінал             | Півфіналісти 1                      | Півфіналісти 1                      | Півфіналісти 1                      |
| Рік         | Господар            | Переможнць            | Рахунок        | Фіналіст          | Півфіналісти 1                      | Півфіналісти 1                      | Півфіналісти 1                      |
| 2008 Деталі | Саудівська Аравія   | ОАЕ                   | 2–1            | Узбекистан        | Австралія та Південна Корея         | Австралія та Південна Корея         | Австралія та Південна Корея         |
| 2010 Деталі | Китай               | Північна Корея        | 3–2            | Австралія         | Південна Корея та Саудівська Аравія | Південна Корея та Саудівська Аравія | Південна Корея та Саудівська Аравія |
| 2012 Деталі | ОАЕ                 | Південна Корея        | 1–1 (4–1) пен. | Ірак              | Австралія та Узбекистан             | Австралія та Узбекистан             | Австралія та Узбекистан             |
| 2014 Деталі | М'янма              | Катар                 | 1–0            | Північна Корея    | М'янма та Узбекистан                | М'янма та Узбекистан                | М'янма та Узбекистан                |
| 2016 Деталі | Бахрейн             | Японія                | 0–0 (5–3) пен. | Саудівська Аравія | Іран та В'єтнам                     | Іран та В'єтнам                     | Іран та В'єтнам                     |
| 2018 Деталі | Індонезія           | Саудівська Аравія     | 2–1            | Південна Корея    | Японія та Катар                     | Японія та Катар                     | Японія та Катар                     |

Примітки

## Результати
| Збірна                                      | Чемпіонств                                                                   | 2-е місце                              | 3-тє місце                              | 4-е місце                            | Півфіналісти         |
| ------------------------------------------- | ---------------------------------------------------------------------------- | -------------------------------------- | --------------------------------------- | ------------------------------------ | -------------------- |
| Південна Корея                              | 12 (1959, 1960, 1963, 1978, 1980, 1982, 1990, 1996*, 1998, 2002, 2004, 2012) | 5 (1962, 1971, 1972, 1992, 2018)       | 6 (1968*, 1970, 1973, 1974, 1976, 2006) | 1 (1961)                             | 2 (2008, 2010)       |
| М'янма                                      | 7 (1961, 1963, 1964, 1966, 1968, 1969, 1970)                                 | 1 (1965)                               | 2 (1967, 1971)                          | -                                    | 1 (2014*)            |
| Ізраїль                                     | 6 (1964, 1965, 1966, 1967, 1971, 1972)                                       | -                                      | 1 (1968)                                | 1 (1969)                             | -                    |
| Ірак                                        | 5 (1975, 1977, 1978, 1988, 2000)                                             | 1 (2012)                               | 1 (1982)                                | 1 (1994)                             | -                    |
| Іран                                        | 4 (1973*, 1974, 1975, 1976)                                                  | 1 (1977*)                              | 2 (1969, 1972)                          | 1 (2000*)                            | 1 (2016)             |
| Північна Корея                              | 3 (1976, 2006, 2010)                                                         | 2 (1990, 2014)                         | 3 (1975, 1978, 1986)                    | -                                    | -                    |
| Саудівська Аравія                           | 3 (1986*, 1992, 2018)                                                        | 1 (1985)                               | 3 (1998, 2002, 2016)                    | 1 (1973)                             | 1 (2010)             |
| Таїланд                                     | 2 (1962*, 1969*)                                                             | -                                      | 4 (1961*, 1963, 1966, 1994)             | 5 (1972*, 1974*, 1976*, 1980*, 1985) | -                    |
| Японія                                      | 1 (2016)                                                                     | 6 (1973, 1994, 1998, 2000, 2002, 2006) | 4 (1959, 1980, 1992, 2004)              | 4 (1970, 1971*, 1977, 1996)          | 1 (2018)             |
| КНР                                         | 1 (1985)                                                                     | 3 (1982, 1996, 2004)                   | 1 (2000)                                | -                                    | -                    |
| Індонезія                                   | 1 (1961)                                                                     | 2 (1967, 1970)                         | 1 (1962)                                | 2 (1960, 1964)                       | -                    |
| Катар                                       | 1 (2014)                                                                     | 1 (1980)                               | 1 (1988*)                               | 2 (1986, 1990)                       | 1 (2018)             |
| Сирія                                       | 1 (1994)                                                                     | 1 (1988)                               | 1 (1990)                                | 1 (2004)                             | -                    |
| ОАЕ                                         | 1 (2008)                                                                     | -                                      | 2 (1985*, 1996)                         | 3 (1982, 1988, 1992*)                | -                    |
| Індія                                       | 1 (1974)                                                                     | -                                      | -                                       | -                                    | -                    |
| Малайзія                                    | -                                                                            | 3 (1959*, 1960*, 1968)                 | 1 (1965)                                | 1 (1962)                             | -                    |
| Узбекистан                                  | -                                                                            | 1 (2008)                               | -                                       | 3 (2002, 2012, 2014)                 | 3 (2002, 2012, 2014) |
| Австралія                                   | -                                                                            | 1 (2010)                               | -                                       | -                                    | 2 (2008, 2012)       |
| Бахрейн                                     | -                                                                            | 1 (1986)                               | 1 (1977)                                | -                                    | -                    |
| Кувейт                                      | -                                                                            | -                                      | 2 (1975*, 1978)                         | -                                    | -                    |
| Гонконг                                     | -                                                                            | -                                      | 1 (1960)                                | 3 (1959, 1963, 1965)                 | -                    |
| Китайський Тайбей                           | -                                                                            | -                                      | 1 (1966)                                | -                                    | -                    |
| В'єтнам та Південний В'єтнам (до 1975 року) | -                                                                            | -                                      | 1 (1964*)                               | -                                    | 1 (2016)             |
| Сінгапур                                    | -                                                                            | -                                      | -                                       | 1 (1967)                             | -                    |
| Казахстан                                   | -                                                                            | -                                      | -                                       | 1 (1998)                             | -                    |
| Йорданія                                    | -                                                                            | -                                      | -                                       | 1 (2006)                             | -                    |

* = в статусі господаря